# 미노프스키 입자
미노프스키 물리학은 애니메이션 건담 시리즈에 등장하는 물리학 이론으로, 실제로는 존재하지 않는 이론이다.

## 개요
20세기 후반으로부터 자연계의 ４개의 힘(중력, 전자력, 센 힘, 약한 힘)의 이론 통일은 많은 과학자들이 시도해 왔다. 게이지 이론, 초끈 이론, 힉스 입자 등이 등장했었지만, 결코 충분한 지지와 확증을 얻을 수 있었던 정도의 것은 아니었다.
우주세기에 들어서자 물리학자는 실험실을 우주 인공 기지에 확보하게 됐다. 지구상에서는 기대할 수 없는 중력장에 영향을 받지 않는 실험실과 거대 가속기가 손에 들어왔던 것이다. 우주 공간에서의 중력 연구의 결과, Ｙ.Ｔ.미노프스키는 가상 입자인 미노프스키 입자에 의한 대통일이론을 제창했다. 이 이론의 근간이 되는 입자-미노프스키 입자는 종래의 물리학을 근저에서 뒤엎는 혁명적인 성격을 띠고 있었다.

## 미노프스키 입자의 원리와 특성
미노프스키 물리학은 우주에서 형성되는 입자를 광양자와 미노프스키 입자의 2개로 통일한다. 당초, 가상 입자인 미노프스키 입자는 상전이(相轉移)하는 공간에밖에 존재하지 않는다고 생각되고 있었다.(뒤에 그것이 사실로 확인. fig.1)
```
A는 통상 공간, t는 시간이다.
A와 t로 표현하게 되는 평면을 우리들의 시간이라고 생각할 경우, Ｍ 공간은 그것 이외의 6차원 부분으로 넓어지고 있다.
```

그런데, 다른 과학자들의 검증과 시뮬레이션의 결과, 한 번 상전이가 일어나면, 미노프스키 입자가 존재하는 공간(Ｍ 공간)은 일정 이상의 에너지(이것을 Ｍ 공간 문지방 값이라고 부른다)가 보급되는 한, 유지되는 것이 증명되었던 것이다. 입자와 상전이 공간의 상호 작용에 의한 안정화, 이것이 제안되면서 많은 물리학자가 Ｍ 공간 또는Ｍ 입자의 연구에 착수했다. 누군가 Ｍ 입자를 처음으로 발견하고, 모든 고 에너지 연구자가 그것을 연구했다.
발견자는 역시 미노프스키 자신이었다. 사이드3의 1개 아일랜드를 통째로 사용한 그의 연구 시설은 Ｍ 공간을 만들어 내는 것에 성공하고, 이 공간 내에 Ｍ 입자의 존재를 “간접적이지만” 확인하고, Ｍ 입자가 긴 수명（2.5×106초 이상）을 갖고 있는 것이 확인되었다. “간접적이지만”이라고 말하는 것은, 미노프스키 입자가 만들어 내는 공간은 보통 사용되는 공간과는 다르고, 통상 공간에서 Ｍ 입자를 관찰할 것 같다지만 그 정확한 모습은 전해지지 않기 때문이다. 즉, 우리들은 다양한 Ｍ 입자의 “그림자”를 관측하고 있는 데에 지나지 않는다. 미노프스키 입자의 발견이란, 미노프스키 물리학을 통해 예측할 수 있는 “그림자”의 발견에 관한 것이었다.
```
ｘ 차원의 관측자에게는, X1 및 X2밖에 관측할 수 없다. Ｍ 입자의 전모 Ｈ(x)는 관측 불능이다.
```

Ｍ 입자가 만드는 공간은 수학적으로는 10차원에 글로 써서 나타내지지만, 이것의 4차원 풀이(결국 통상 공간에서 어떻게 운동할까)를 구할 때, 허수풀이를 포함한 많은 풀이가 있다. Ｍ 입자의 “그림자”는 Ｍ 입자의 표준 모델을 표현하는 방정식의 복수의 풀이에 대응하며 존재한다. 결국, 전자 방해(입체 격자)-I 필드, 메가 입자, 미노프스키 크래프트 등의 기술을 가능하게 한 Ｍ 입자의 운동은 이들 여러 풀이의 하나 하나에 대응하고 있다.
길은 열렸다. 이후 잇따라 Ｍ 입자와 그 운동을 응용한 테크놀로지는 실용화된다. 이 관측할 수 없는 Ｍ입자의 존재에 관하여 이의를 주장하는 물리학자도 많지만 아직 유력한 반증은 발견되고 있지 않다. 미노프스키 자신은 다음의 단계로서 광양자와 Ｍ 입자의 통일을 시도해 보았다고 말한다. 그러나, 그 연구의 경과는 1년 전쟁시에 소실되어 완전히 알려지지 않았다.

## 미노프스키 물리학 응용

### 핵융합로
20세기부터의 과제이었던 핵융합은 우주에서 He3의 입수가 가능해진 이후, 실용화의 발걸음을 내디뎠다. 그러나 플라즈마 제어에 사용하는 전자장의 생성에 필요한 에너지와 그 사이즈는, 달 표면이나 소행성 등 한정된 장소 이외에는 융합로의 건설이 허가되지 않았다는 점에 어려움이 있었다. 미노프스키의 연구-공간이 일정 이상의 에너지가 보급되는 한 유지되는 것은 실험 핵융합로를 사용하고 확인된 것이지만, 이 실험 과정에서 Ｍ 입자(＝Ｍ 공간)와 핵융합 에너지와의 상호 작용이 관측된 것이다. 핵융합 반응의 제어에 Ｍ 입자가 한 몫 한다고 말할, 의외의 부산물을 얻을 수 있었던 것이다. 우주 세기 0047년에 미노프스키의 공동 연구자 이요네스코가 이 원리를 응용하여 작성한 설계도를 기초로 핵융합로의 건조가 착수되었다. 놀라는 것이 당연한, 단기간에 완성된 이것은 미노프스키/이요네스코 형 핵융합로라고 불리게 된다. 미노프스키/이요네스코 형 핵융합로는 작은 사이즈로 소형의 우주선에조차 탑재 가능한 것이었다. 또 불의의 사고로 인해 플라즈마의 봉함이 깨졌던 경우에도, 에너지의 유입이 정지한 Ｍ 공간이 플라즈마마다 축퇴(縮退)되며 대부분의 에너지를 흡수하는 기구였었던 것도 실용화에 크게 공헌했다.

### 메가 입자포
10차원 공간인 Ｍ 공간이 깨지는 때,그 에너지는 조건에 의해 몇 개의 차원에 방출된다（이것을 Ｍ 공간의 축퇴라고 부른다). 이 조건을 제어(다른 Ｍ 공간이 이용된다)하는 것에 의해 에너지를 통상 공간에 방출시키고, 강력한 무기화한 것이 메가 입자포이다. Ｍ 공간의 에너지가 통상 공간에 방출된다면 동시에 전하 입자와 에너지로 전환되고, 높은 에너지를 가진 전하 입자는 전자장에 의해 수습되고 강력한 지향성 빔이 된다.

### 미노프스키 간섭파
우주 공간에서 입방 격자장으로 등거리에서 확산되는 소립자인 미노프스키 입자. 이 특수한 입자 살포 구역 내에 물체가 존재한 경우, 당연 입방 격자 상태가 무너진다. 그 때, 대전한 입자끼리 서로 부딪혀 간섭파가 발생한다. 이것이 이른바 미노프스키 간섭파이다.
이 간섭파가 발생한 방위와 간섭파의 강도를 분석하면, 물체의 대강의 크기와 위치가 확인될 수 있다. 그러나, 물체의 종류까지는 판별하는 일은 불가능했고, '더미'일 가능성도 크기 때문에 아직도 미완성의 기기라 말할 수 있다.

### 미노프스키 크래프트
본래 무중력하에서 행동하기 위해 설계된 플랫폼을 대기권내에서 기동하게 하기 위해 시작된 장치이다. 장치에서 방출된 Ｍ 입자는 지구의 중력에 의해 강하게 끌어당겨지고, 지상에 짙은 Ｍ 공간을 형성한다. 한편에서 M 입자는 강력한 척력을 발생하고 지표에는 Ｍ 입자의 입법(立法) 격자가 형성된다(시간은 Ｍ 공간 및 Ｍ 입자의 수명에 의존한다). Ｍ 크래프트는 이렇게 형성된 일종의 “장소”를 이용하고 부력을 얻는 것이 가능하다.

## 미노프스키 입자와 전파 방해
Ｍ 공간이 에너지를 잃어버리고 축퇴할 때, 통상 공간에 상대성 이론의 슈발츠실트 해(解)와 닮은 “구멍”을 남겨 둔다(평균 수명은 2.5×106초, 단지 감소는 확률적으로 일어나기 때문에 포아슨 분포에 따른 점근선을 그린다).
트랩되는 전자파의 파장은 폭넓은 밴드에 걸치지만,방출되는 전자파는 특정의 파장을 갖는다.
통상 공간에 전파될 때의 전자파는 이 “구멍”에 트랩이 되어 버린다. 이것은 원리적으로 일종의 공감 현상이고, Ｍ 입자의 에너지에 대응하는 파장의 전자파가 트랩의 대상이 된다. 통신에 이용되는 마이크로 웨이브에서 초장파는 전부 이 대상이 되지만, 가시광선, X선, 감마선 등은 “구멍”과 공감하지 않기 때문에 트랩이 되지 않는다.

## 미노프스키 입자가 전자회로에 미치는 영향
공감에 의해 트랩, 흡수된 전자파는 Ｍ 입자의 에너지 수준에 상당하는 파장의 전자파를 방출한다. 방출되는 전자파는 집적 회로의 오작동을 일으키고 Ｍ 입자의 밀도가 높은 지역에서는 차폐 없이는 컴퓨터가 안정적으로 동작하지 않는다. 컴퓨터뿐만 아니라 반도체를 이용하는 모든 회로에 영향을 주는 것이다.